# Gouda (pho mát)

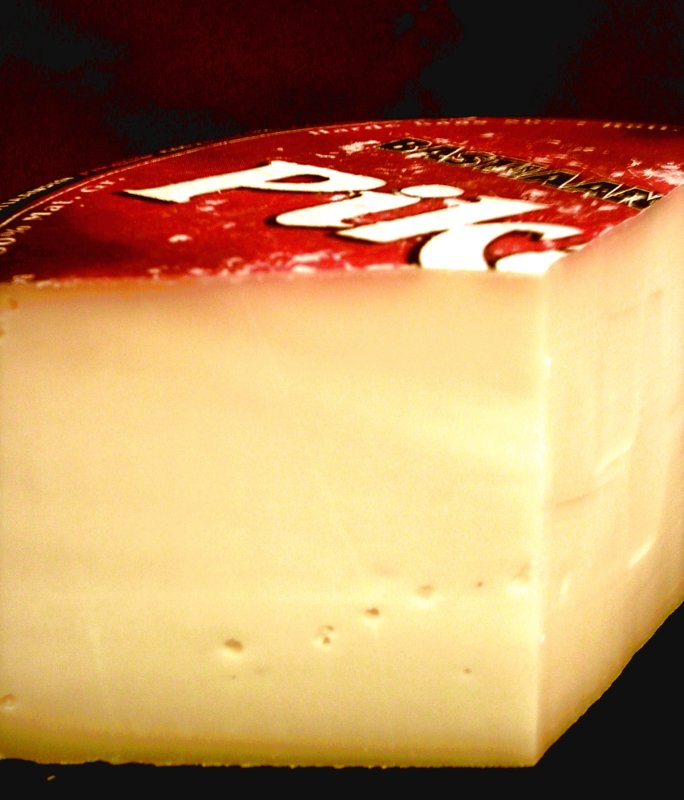
Gouda

Gouda (/ˈɡaʊdə/ ⓘ, [ˈɣʌu̯daː] ⓘ or /ˈɡuːdə/ ⓘ; tiếng Hà Lan: Goudse kaas, "pho mát từ Gouda") là tên gọi các pho mát, được cắt mỏng, khác nhau được sản xuất theo truyền thống pho mát từ thành phố Gouda của Hà Lan. Ngày nay pho mát này được sản xuất quốc tế lấy tên Gouda, trong khi Gouda Hà Lan được đăng ký và bảo vệ như là một chỉ dẫn địa lý được bảo hộ (PGI) từ năm 2010.
Tại Hà Lan, có sự phân biệt giữa Goudse Boerenkaas (pho mát nông dân Gouda), theo truyền thống được sản xuất tại các nông trại khác nhau, và Goudse Kaas, sản xuất công nghiệp.

## Lịch sử
Pho mát Gouda bắt nguồn từ các thành phố và Stolwijk và Haastrecht, từ vùng Krimpenerwaard  phía nam thành phố Gouda, ở phía tây Hà Lan. Pho mát Gouda được đề cập tới trong văn kiện vào năm 1184. Như vậy Gouda là một trong các loại pho mát được ghi nhận trong tài liệu cổ xưa nhất mà vẫn được sản xuất và giao dịch cho đến ngày nay.

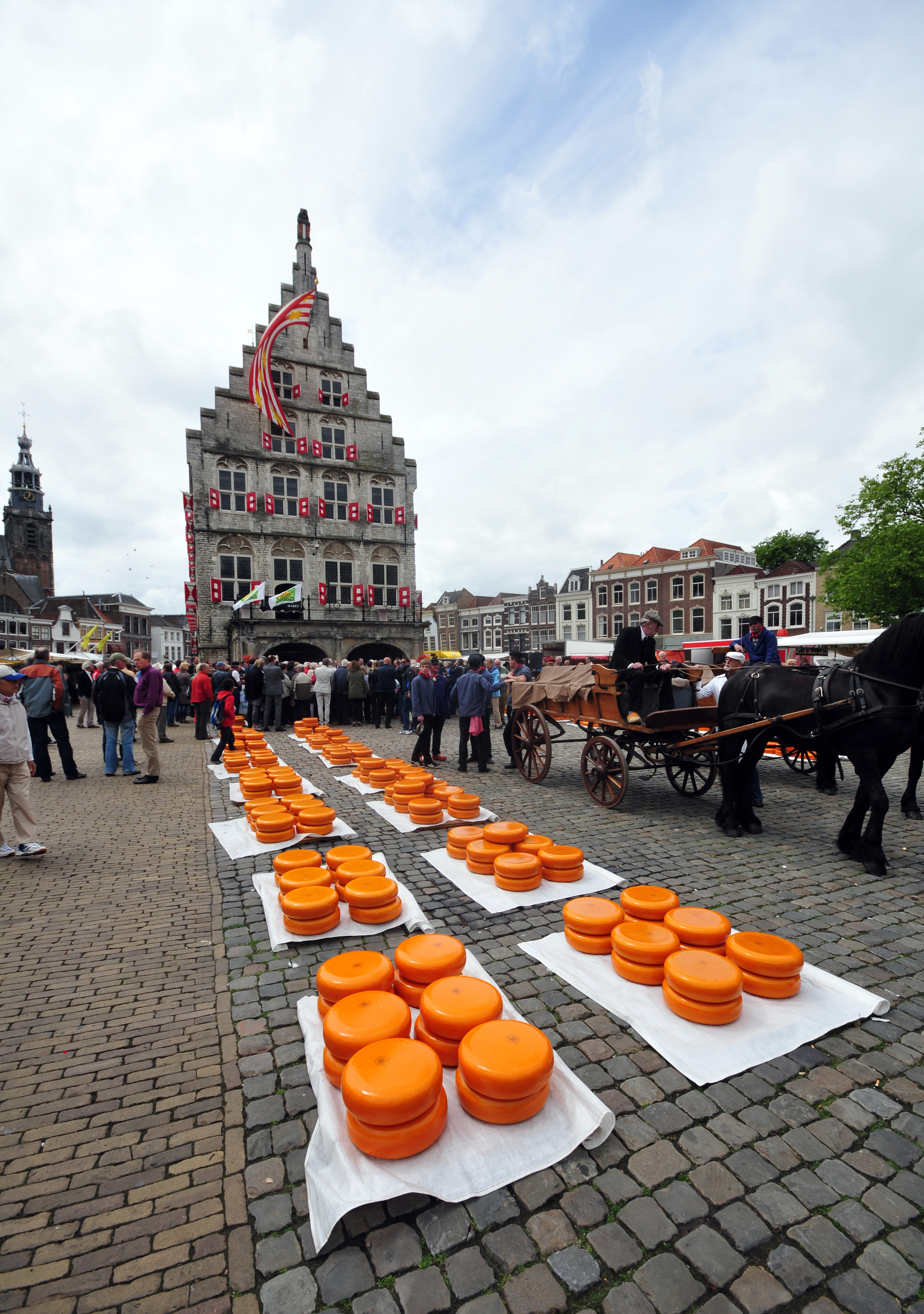
Chợ pho mát ở Gouda

Từ năm 2010 Gouda Hà Lan được đăng ký như là một chỉ dẫn địa lý được bảo hộ (PGI) và như vậy được bảo vệ nguồn gốc về mặt pháp lý của EU.